# Gesellschaft für deutsche Sprache
La Gesellschaft für deutsche Sprache (pronuncia tedesca: [ɡəˈzɛlʃaft fyːɐ̯ ˈdɔʏtʃə ˈʃpʁaːxə], Società per la Lingua Tedesca), o GfdS, con sede a Wiesbaden, è la più importante istituzione linguistica tedesca finanziata dallo Stato. Rifondata poco dopo la Seconda guerra mondiale nel 1947, la GfdS è politicamente indipendente ed è l'erede diretta dell'Allgemeiner Deutscher Sprachverein (ADSV), l'Associazione generale per la lingua tedesca, fondata originariamente nel 1885 a Brunswick (Germania). Il suo obiettivo è di studiare e coltivare la lingua tedesca; di valutare criticamente l'attuale cambiamento linguistico tedesco; e di fornire raccomandazioni concernenti l'uso attuale del tedesco.

## Attività
Con il suo servizio di consulenza linguistica, la GfdS assiste individui, società, autorità ed istituzioni riguardo a questioni concernenti l'uso del tedesco contemporaneo in materia di ortografia, grammatica e stile.
In una cerimonia pubblica biennale, la GfdS assegna il Premio dei Media per la Cultura Linguistica (Medienpreis für Sprachkultur). Inoltre, e in cooperazione con la Fondazione Alexander Rhomberg, la GfdS assegna l'annuale Premio Alexander Rhomberg per i giovani giornalisti.
Dal 1971, la GfdS produce l'annuale retrospettiva linguistica, assai nota per la sua "parola dell'anno" (tedesco: Wort des Jahres).

### Lavoro per il Parlamento tedesco
Il comitato editoriale della GfdS presso il Parlamento tedesco (Redaktionsstab der Gesellschaft für deutsche Sprache e. V. beim Deutschen Bundestag) fornisce consulenza linguistica sia al Consiglio federale (Bundesrat) che al Parlamento federale (Bundestag). Assiste inoltre ministeri ed autorità sia a livello federale che statale riguardo alla correttezza linguistica di bozze di legge, leggi locali, decreti e altri testi.
Il compito più importante della GfdS è la revisione linguistica dei testi normativi federali e locali, la cui terminologia giuridica deve essere formulata in maniera chiara e concisa.

### Pubblicazioni
La GfdS pubblica due riviste linguistiche, Der Sprachdienst e Muttersprache.
Der Sprachdienst fu fondato nel 1957 sulla scia dell'attività pratica della GfdS; è il bollettino della società, pubblicato a cadenza bimestrale, con una circolazione di 3 200 copie (2013) si rivolge ad un pubblico ampio, generale con un interesse per i temi linguistici. La pubblicazione si concentra principalmente su glottologia, grammatica, stilistica, fraseologia, terminologia, onomastica ed ortografia, ma contiene anche articoli che trattano di questioni più generali concernenti l'uso del tedesco attuale.
La rivista accademica trimestrale della GfdS Muttersprache, assai apprezzata, è attualmente (2013) nel suo 123º anno di pubblicazione, con una circolazione di copie 1.000 diffuse in oltre 40 paesi. Si occupa interamente di questioni linguistiche specialistiche.

## Organizzazione
Il presidente della GfdS è il Prof. Dr. Dr. h. c. Armin Burkhardt, linguista professionista e Professore di Linguistica Tedesca all'Università Otto von Guericke di Magdeburgo]; il Segretario della GfdS è invece il Dr. Andrea-Eva Ewels, anche lei linguista professionista.
La società attualmente (febbraio 2013) consiste di un totale di 103 filiali in 35 paesi su quattro continenti, 47 in Germania e 56 all'estero.

### Filiali tedesche
47 filiali della GfdS sono ubicate in Germania, con almeno una filiale in ciascuno dei 16 stati federali tedeschi:
- Amburgo (Amburgo)
- Assia (Bergstraße, Darmstadt, Francoforte sul Meno, Kassel, Marburgo, Wiesbaden)
- Baden-Württemberg (Frinurgo, Heidelberg, Karlsruhe, Stoccarda)
- Bassa Sassonia (Celle, Gottinga, Hannover)
- Baviera (Monaco, Norimberga, Würzburg)
- Berlino (Berlino)
- Brandeburgo (Francoforte/Oder, Potsdam)
- Brema (Brema)
- Meclemburgo-Pomerania Anteriore (Greifswald, Rostock, Schwerin)
- Renania Settentrionale-Vestfalia (Aachen, Bonn, Dortmund, Düsseldorf, Münsterland, Siegen, Area della Ruhr Occidentale, Wuppertal)
- Renania-Palatinato (Coblenza, Magonza, Palatinato, Trier)
- Saarland (Saarbrücken)
- Sassonia (Chemnitz, Dresda, Lipsia, Zittau, Zwickau)
- Sassonia-Anhalt (Halle/Saale, Magdeburgo)
- Schleswig-Holstein (Kiel)
- Turingia (Erfurt, Weimar)

Se uno stato federale ha più di una filiale, allora almeno una ha sede nella capitale dello stato federale federale.

### Filiali fuori della Germania
La GfdS ha 56 filiali fuori della Germania, in 35 paesi su quattro continenti.
- Africa (6 filiali)
  - Egitto (Cairo)
  - Camerun (Yaoundé)
  - Namibia (Windhoek)
  - Sudafrica (Johannesburg, Cape Town)
  - Togo (Lomé)
- America (7 filiali)
  - Brasile (Porto Alegre, San Paolo)
  - Stati Uniti (Boston, Chicago, Madison, New York, Filadelfia)
- Asia (10 filiali)
  - Armenia (Yerevan)
  - Cina (Hangzhou, Pechino, Shanghai)
  - India (Pune)
  - Israele (Tel Aviv)
  - Giappone (Tokyo)
  - Russia (Omsk, Ural)
  - Turchia (Ankara)
- Europa (33 filiali)
  - Austria (Innsbruck, Vienna)
  - Belgio (Bruxelles)
  - Bulgaria (Sofia)
  - Croazia (Zagabria)
  - Danimarca (Copenaghen)
  - Estonia (Tallinn)
  - Finlandia (Turku)
  - Francia (Parigi)
  - Georgia (Tbilisi)
  - Grecia (Atene)
  - Italia (Bolzano, Milano, Roma)
  - Lituania (Vilnius)
  - Lussemburgo (Lussemburgo)
  - Paesi Bassi (Nimega)
  - Polonia (Varsavia, Wrocław)
  - Regno Unito (Londra)
  - Repubblica Ceca (Praga)
  - Romania (Bucarest)
  - Russia (Kaliningrad, Mosca, Regione Polare, Saratov, San Pietroburgo, Voronež)
  - Slovacchia (Bratislava)
  - Spagna (Madrid)
  - Ucraina (Kiev, Černivci)
  - Ungheria (Budapest)

### Cooperazione
Il presidente rappresenta la GfdS nel Consiglio per l'ortografia tedesca (Rat für deutsche Rechtschreibung). Nel 2003, entrambe le organizzazioni, insieme al Goethe-Institut e all'Istituto della Lingua Tedesca, hanno fondato il Consiglio della Lingua Tedesca (Deutscher Sprachrat) al quale si è poi unito anche il Servizio tedesco per gli scambi accademici (DAAD).
La GfdS è collegata con varie università e altre istituzioni educative con un interesse per la linguistica, ad esempio l'Accademia tedesca per la lingua e la poesia e l'Istituto della lingua tedesca (IDS).